# Pissed
Pissed è il terzo album dei Dangerous Toys, uscito nel 1994 per l'Etichetta discografica DMZ Records.

## Tracce
1. Pissed – 4:10
2. Pain Train – 4:30
3. The Law Is Mine – 3:20
4. Promise the Moon – 3:43
5. Strange – 4:17
6. Loser – 3:59
7. Hard Luck Champion – 3:36
8. Screamin' for More – 3:02
9. Oh Well, So What! – 3:20
10. Illustrated Man – 4:28

## Formazione
- Jason McMaster - voce
- Paul Lidel - chitarra
- Scott Dalhover - chitarra
- Mike Watson - basso
- Mark Geary - batteria